# Mantispa scabricollis
Mantispa scabricollis is een insect uit de familie van de Mantispidae, die tot de orde netvleugeligen (Neuroptera) behoort. 
Mantispa scabricollis is voor het eerst wetenschappelijk beschreven door McLachlan in Fedchenko in 1875.